# Västanå bruksförsamling
Västanå bruksförsamling var en bruksförsamling inom Svenska kyrkan, belägen i Härnösands stift i Västernorrlands län, Ångermanland. Församlingen uppgick 1868 i Viksjö församling.

## Administrativ historik
Församlingen bildades 1751 genom en utbrytning ur Stigsjö församling. 1771 utbröts Viksjö församling.
Församlingen var från 1751 till 26 februari 1808 annexförsamling i pastoratet Säbrå, Stigsjö, Häggdånger som från 1771 också omfattade Viksjö församling. Från 26 februari 1808 till 1868 var församlingen annexförsamling i pastoratet Stigsjö, Viksjö och Västanå. Församlingen uppgick 1868 i Viksjö församling.

## Befolkningsutveckling
| Befolkningsutvecklingen i Västanå bruksförsamling 1810–1830 | Befolkningsutvecklingen i Västanå bruksförsamling 1810–1830 | Befolkningsutvecklingen i Västanå bruksförsamling 1810–1830 | Befolkningsutvecklingen i Västanå bruksförsamling 1810–1830 | Befolkningsutvecklingen i Västanå bruksförsamling 1810–1830 |
| ----------------------------------------------------------- | ----------------------------------------------------------- | ----------------------------------------------------------- | ----------------------------------------------------------- | ----------------------------------------------------------- |
|                                                             |                                                             |                                                             |                                                             |                                                             |
| År                                                          |                                                             |                                                             | Folkmängd                                                   |                                                             |
| 1810                                                        | 1810                                                        |                                                             | 177                                                         |                                                             |
| 1820                                                        | 1820                                                        |                                                             | 143                                                         |                                                             |
| 1830                                                        | 1830                                                        |                                                             | 185                                                         |                                                             |
| Anm: Källor: Umeå universitet - Tabellverket 1749-1859.     |                                                             |                                                             |                                                             |                                                             |